# Liste des cours d'eau de Belgique
 (février 2017).
Si vous disposez d'ouvrages ou d'articles de référence ou si vous connaissez des sites web de qualité traitant du thème abordé ici, merci de compléter l'article en donnant les références utiles à sa vérifiabilité et en les liant à la section « Notes et références ».
 (février 2017).
Liste des fleuves, rivières et ruisseaux de Belgique.

Principaux cours d'eau de Belgique.

## Fleuves
La Belgique voit passer trois fleuves sur son territoire :
| Fleuve                                    | Tributaire de | Longueur totale (km) | Longueur en Belgique (km) | Débit moyen (m3/s) | Adjectif correspondant |
| ----------------------------------------- | ------------- | -------------------- | ------------------------- | ------------------ | ---------------------- |
| La Meuse (néerlandais Maas, wallon Mouze) | Mer du Nord   | 950                  | 192                       | 400                | mosan(e)               |
| L'Escaut (néerlandais Schelde)            | Mer du Nord   | 430                  | 200                       | 104                | scaldien(ne)           |
| L'Yser (néerlandais IJzer)                | Mer du Nord   | 78                   | 50                        | 3                  | /                      |

De plus, elle participe au bassin versant de deux autres fleuves :
- L'Oise (affluent de la Seine) y prend sa source à Forges au sud de Chimay.
- Certaines de ses rivières, principalement la Sûre, sont des affluents de la Moselle et appartiennent donc au bassin du Rhin.

## Rivières
L'entièreté des rivières belges sont des affluents de fleuves se jetant dans la mer du Nord, à l'exception de Momignies dont les eaux font partie du bassin versant de l'Oise qui se jette dans la Manche via la Seine.
Voici leur liste par ordre alphabétique. Pour connaître la hiérarchie de ces cours d'eau, voir les bassins versants correspondants.
| Rivière              | Affluent de                  | Longueur totale (km)  | Bassin versant (km2) | Débit moyen (m3/s) |
| -------------------- | ---------------------------- | --------------------- | -------------------- | ------------------ |
| L'Aisne              | l'Ourthe                     | 31                    | 187                  |                    |
| L'Amblève            | l'Ourthe                     | 93                    | 1 077                | 19,5               |
| L'Attert             | l'Alzette                    | 38 (7 en Belgique)    | 299                  |                    |
| La Berwinne          | la Meuse                     | 25                    | 118                  | 1,32               |
| Le Bocq              | la Meuse                     | 45                    | 230                  | 2,2                |
| La Chiers            | la Meuse                     | 112 (3 en Belgique)   | 2 222                | 30,6               |
| Le Démer             | la Dyle                      | 85                    |                      |                    |
| La Dendre            | l'Escaut                     | 69 (*)                | 1 384 (*)            |                    |
| La Durme             | l'Escaut                     | 26                    |                      |                    |
| La Dyle              | le Rupel                     | 86                    | 1 289                | 23                 |
| L'Eau Blanche        | le Viroin                    | 42                    | 250                  |                    |
| L'Eau d'Heure        | la Sambre                    | 29                    | 344                  | 3,8                |
| L'Eau Noire          | le Viroin                    | 42                    | 174                  |                    |
| Le Foron             | La Meuse                     | 12                    | 12                   |                    |
| Le Geer              | la Meuse                     | 54                    | 463                  | 2,7                |
| La Gette             | le Démer                     |                       |                      |                    |
| La Gileppe           | la Vesdre                    | 20                    |                      |                    |
| La Gueule            | la Meuse                     | 56 (13 en Belgique)   | 121                  | 1,5                |
| Le Hain              | le canal Bruxelles-Charleroi | 25                    |                      |                    |
| La Haine             | l'Escaut                     | 72                    | 400                  |                    |
| L'Hanzinne           | la Sambre                    | 16,5                  |                      |                    |
| La Helle             | la Vesdre                    | 25                    |                      |                    |
| La Herck             | le Démer                     | 43                    |                      | 1,2                |
| L'Hermeton           | la Meuse                     | 32                    | 167                  | 1,9                |
| La Hoëgne            | la Vesdre                    | 30                    | 215                  | 6,3                |
| Le Hogneau           | l'Escaut                     | 36 (12 en Belgique)   | 245                  | 1,95               |
| La Houille           | la Meuse                     | 25 (19 en Belgique)   | 233                  | 3,6                |
| Le Hoyoux            | la Meuse                     | 28                    | 239                  | 2,0                |
| La Joncquière        | la Meuse                     | 21 (15 en Belgique)   |                      |                    |
| La Lasne             | la Dyle                      | 26                    | 109                  |                    |
| La Lesse             | la Meuse                     | 89                    | 1 343                | 19,0               |
| La Lienne            | l'Amblève                    | 29                    | 149                  | 2,9                |
| La Lomme             | la Lesse                     | 46                    | 480                  | 7,4                |
| La Lys               | l'Escaut                     | 195                   | 3 910                | 29,0               |
| La Mandel            | la Lys                       | 40                    |                      |                    |
| La Mehaigne          | la Meuse                     | 59                    | 352                  | 2,5                |
| La Molignée          | la Meuse                     | 22                    | 137                  | 1,6                |
| La Nèthe             | le Rupel                     | 76                    |                      |                    |
| L'Oise               | la Seine                     | 330 (15 en Belgique)  | 16 667               | 110,0              |
| L'Orneau             | la Sambre                    | 25                    | 203                  | 1,8                |
| L'Our                | la Sûre                      | 96 (43 en Belgique)   | 187                  |                    |
| L'Ourthe             | la Meuse                     | 165 (**)              | 3 624 (**)           | 55,2               |
| L'Ourthe occidentale | l'Ourthe                     |                       | 406                  | 7,2                |
| L'Ourthe orientale   | l'Ourthe                     |                       | 329                  | 5,7                |
| La Rour              | la Meuse                     | 165 (10 en Belgique)  | 2 340                | 25                 |
| Le Rupel             | l'Escaut                     | 12                    |                      |                    |
| La Salm              | l'Amblève                    | 34                    | 202                  | 3,2                |
| La Sambre            | la Meuse                     | 180                   | 2 740                | 36,0               |
| La Semois            | la Meuse                     | 210 (200 en Belgique) | 1 350                | 35,0               |
| La Senne             | la Dyle                      | 103                   | 1 164                | 5,5                |
| La Sennette          | la Senne                     | 47                    | 336                  |                    |
| La Sûre              | la Moselle                   | 206 (33 en Belgique)  | 4 240                |                    |
| La Thure             | la Sambre                    |                       | 76                   | 1,2                |
| Le Ton               | la Chiers                    | 32                    | 318                  | 5,5                |
| La Trouille          | la Haine                     | 25                    | 180                  |                    |
| La Vesdre            | l'Ourthe                     | 71 (65 en Belgique)   | 703                  | 11,4               |
| La Vire              | le Ton                       | 24                    |                      |                    |
| Le Viroin            | la Meuse                     | 22                    | 593                  | 8,5                |
| La Warche            | l'Amblève                    | 41                    | 192                  | 4,5                |
| La Wiltz             | la Sûre                      | 42 (10 en Belgique)   |                      |                    |
| Le Zwalin            | l'Escaut                     | 27,75                 |                      |                    |

(*)  Dendre + Dendre occidentale + Dendre orientale
(**) Ourthe + Ourthe occidentale + Ourthe orientale

## Ruisseaux
On considère que les ruisseaux sont des cours d'eau d'une longueur inférieure ou égale à 18 kilomètres et/ou ayant un faible débit (jusqu'à 2 m3/s). Même si certains ruisseaux sont couramment appelés ruisseau de ou ru de, ils sont classés suivant leur nom principal. L'"Affluent de" est mis entre parenthèses.

### Index
- Haut – A
- B
- C
- D
- E
- F
- G
- H
- I
- J
- K
- L
- M
- N
- O
- P
- Q
- R
- S
- T
- U
- V
- W
- X
- Y
- Z

#### A
- Les Aleines (Semois)
- L'Almache (Lesse)
- L'Alu (Aisne)
- L'Alyse (Meuse)
- L'Amante (Aisne)
- L'Ancre (Dendre)
- L'Anlier (Rulles)
- L'Anneau (Hogneau)
- L'Antrogne (Semois)
- L'Argentine (Lasne)
- L'Arlune (Rulles)
- L'Arton (Orneau)
- L'Asse (Berwinne)
- L'Aulnois (Chiers)
- Les Awirs (Meuse)

#### B
- Le Baleur (Salm)
- La Basseille (Ourthe occidentale)
- La Batte (Vire)
- La Batterie (Soile)
- Le Baudecet (Orneau)
- Le Bayehon (Warche)
- Le Beausart (Train)
- La Bèfve (Berwinne)
- La Bel (Berwinne)
- La Belle-Meuse (Martin-Moulin)
- La Biesme (Sambre)
- La Biesmelle (Sambre)
- Le Biran (Lesse)
- Le Bloquay (Ourthe)
- Le Boé (Ourthe)
- Le Bola (Ry de Vaux)
- Le Bolland (Berwinne)
- La Bonne (Hoyoux)
- La Borchêne (Gileppe)
- La Brainette (Senne)
- La Braunlauf (Our)
- Le Broebelaer (Maelbeek)
- Le Bronze (Ourthe)
- La Brouffe (Eau Blanche)
- Le Brul (Laval)
- Le Brüll (Chiers)
- La Burdinale (Mehaigne)
- Le Burnot (Meuse)
- Le By (Trouille)

#### C
- La Cala (Dyle)
- La Canelle (Berwinne)
- La Chavanne (Lienne)
- Le Chawion (Wayai)
- Le Chefna (Amblève)
- Le Chevral (Martin-Moulin)
- La Chevratte (Ton)
- La Chinelle (Hermeton)
- Le Cowan (Ourthe orientale)
- Le Crupet (Bocq)

#### D
- Le Dave (Meuse)
- La Dendrelette  (Dendre orientale)
- La Diglette (Masblette)
- Le Dison (Hoëgne)
- La Dordogne (Hainaut) (Haine)

#### E
- L'Eau d'Eppe (Helpe Majeure)
- L'Eau de Ronce (Salm)
- L'Eau d'Heure (Ourthe) (Marchette)
- L’Eau Rouge (Amblève)
- L’Eau Rouge (Wayai)
- L'Éclaye (Snaye)
- L'Elnon (Décours)
- L'Emmels (Amblève)
- L'Estinale (Aisne)
- L'Ey Becque (Yser)
- L'Elwasmes (Haine)

#### F
- La Falogne (Fond d'Oxhe)
- Le Feron (Meuse)
- Le Fiérain
- Le Flavion (Molignée)
- Le Flinri (Hermeton)
- La Follerie (Lienne)
- Le Fond de Harzé (Amblève)
- Le Fond d'Oxhe (Meuse)
- Les Fonds de Leffe (Meuse)
- La Fosseroule (Mehaigne)
- Le Freux (Ourthe occidentale)

#### G
- La Gageole (Senne)
- La Galoppe (Gueule)
- La Gelbressée (Meuse)
- Le Geleytsbeek (Senne)
- La Géronne (Sûre)
- Le Getzbach (Vesdre)
- Le Glain (voir La Salm)
- Le Gobry (Ourthe)
- Le Golnay (Salm)
- La Goutelle (Meuse)
- La Grande Bek (Mule)
- Le Grand Mont (Lienne)
- Le Grandvoir (Vierre)
- Le Groumont (Lienne)

#### H
- La Hantes (Sambre)
- La Haze (Ourthe)
- La Hedrée (Wamme)
- Le Henri-Fontaine (Petite Gette)
- La Heule (Lys)
- L'Hileau (Lesse)
- Le Hockai (Eau Rouge)
- La Holzwarche (Warche)
- La Houssière (Orne)
- Le Houyoux (Meuse)
- Le Hoyoux (Meuse)
- La Hulle (Houille)
- La Hunelle (Dendre)

#### I
- L'Isbelle (Ourthe)
- L'Ittre (Samme)
- L'Iwoigne (Lesse)

#### J
- Le Josaphat (Maelbeek)
- La Julienne (Meuse)

#### K
- Le Karregat (Woluwe)
- Le Kemmelbeek (Yser)
- Le Kerkebeek (Maelbeek)

#### L
- Le Laval (Ourthe)
- La Légia (Meuse)
- Le Leignon (Bocq)
- La Lembrée (Ourthe)
- La Ligne (Orneau)
- Le Lileau (Hoyoux)
- Le Linkebeek (Senne)
- Le Lodelinsart (Sambre)
- La Logne (Lembrée)
- Le Lombray
- Le Lontzenerbach (Gueule)
- La Louba (Gileppe)
- Le Louvroit (By)

#### M
- La Maalbeek (Senne)
- Le Maelbeek (Senne)
- La Magne (Vesdre)
- La Magrée (Ourthe)
- La Malaise (Ry Angon)
- La Mandebras (Rulles)
- La Marche (Chiers)
- La Marchette (Ourthe)
- La Marcq (Dendre)
- La Marka (Mehaigne)
- Le Martin-Moulin (Ourthe orientale)
- La Masblette (Lomme)
- La Mazerine
- Le Melen (Bolland (ruisseau))
- Le Melles (Escaut)
- La Mellier (Rulles)
- La Membrette (Semois)
- La Messancy (Chiers)
- Le Molenbeek (Senne)
- Le Mombeek (Herck)
- Le Monti (Rosmel)
- Le Mosbeux (Vesdre)
- La Mule (Geer)

#### N
- Le Nachaux (Mehaigne)
- La Nanchenioule (Ourthe)
- Le Néblon (Ourthe)
- Le Neerpedebeek (Senne)
- La Nethen (Dyle)
- Le Nil (Orne)
- Le Ninglinspo (Amblève)
- Le Norgeau
- La Nothomb (Attert)

#### O
- L'Obrecheuil (Haine)
- L'Opprebais (Grande Gette)
- L'Orbais (Grande Gette)
- L'Orne (Belgique) (Thyle)
- L'Ossogne (Hoyoux)
- L'Our (Lesse) (Lesse)

#### P
- La Pall (Attert)
- Le Pas-à-Wasmes (Escaut)
- Le Petit Bocq (Bocq)
- La Petite-Eau (Ourthe orientale)
- La Pétreuse (Berwinne)
- Le Piéton (Sambre)
- Le Piétrebais (Train)
- La Pichelotte (Haine)
- Le Pisselet (Dyle)
- La Pisserotte (Wamme)
- Le Potriat (Bocq)

#### R
- Le Rabais (Ton)
- Le Radru (Ton)
- La Rampe (Piéton)
- Le Rechterbach (Amblève)
- La Richelette (Berwinne)
- Le Rida (Meuse)
- La Rhosnes (Escaut)
- Le Roannay (Amblève)
- Le Rogneaux (By)
- Le Roodkloosterbeek (Woluwe)
- Le Rosmel (ruisseau d'Asse)
- La Rouette (Ourthe occidentale)
- La Rulles (Semois)
- Le Rustave (Eau Rouge)
- Le Ry Angon (Dyle)
- Le Ry d'Ave (Lesse)
- Le Ry de Corbais (Orne)
- Le Ry des Lovières (Orne)
- Le Ry de Vaux (Vesdre)
- Le Ry Ponet (Vesdre)

#### S
- La Samme (Sennette)
- La Sawe (Statte)
- La Sille (Dendre)
- Le Sillon et de Martineau (Dyle)
- La Snaye (Wimbe)
- La Soile (Mehaigne)
- La Solières (Meuse)
- La Somme (Ourthe)
- La Soor (Helle)
- La Soue
- Le Spoorbach (Helle)
- La Statte (Hoëgne)
- La Strange (Sûre)
- Le Struviaux (Samson)
- Le Surbach (Sûre)

#### T
- Le Tailfer (Meuse)
- Le Temple (By)
- La Thisnes (Samme)
- La Thonne (Chiers)
- La Thyle (Dyle)
- La Thyria (Eau d'Heure)
- Le Tobais (Thyle)
- Le Tordoir (Ancre)
- Le Train (Dyle)
- Le Triffoy (Hoyoux)
- Le Trimpont (Dendre)
- Le Tronquoy (Samson)
- Le Trôs Marets (Warche)

#### U
- L'Ulf (Our)

#### V
- Le Vachaux (Lesse)
- La Velle (Lembrée)
- Le Velp (Démer)
- La Vierre (Semois)
- Le Vieux-Fourneau (Aisne)
- Le Villencourt (Meuse)
- La Vire (Ton)
- Le Vleterbeek (Yser)
- Le Voer (Brabant flamand) (Dyle)
- Le Voer (Limbourg) (Meuse)
- La Voie Del Haisse (Monti)
- Le Vuylbeek (Woluwe)
- La Vyle (Hoyoux)

#### W
- La Wamme (Lomme)
- La Wampe (Trouille)
- La Warchenne (Warche)
- La Wassoie (Wamme)
- Le Wayai (Hoëgne)
- La Wimbe (Lesse)
- La Woluwe (Senne)

#### Y
- L'Yerne (Geer)
- L'Yperlée (Yser)
- L'Yves (Eau d'Heure)

#### Z
- Le Zoom (Canal de l'Escaut au Rhin)
- Le Zwanewijdebeek (Woluwe)
- La Zwyne Becque (Yser)
- Le Zuenbeek